# Клам-Галлас, Эдуард
Эдуард Клам-Галлас (1805—1891) — австрийский военачальник из чешского графского рода Клам-Галласов.

## Биография
Сын известного благотворителя Христиана Кристофа Клам-Галласа (1771—1838), родился 14 марта 1805 года в Праге.
В 1823 году был принял на службу в австрийскую армию и в 1831 году был произведён в ротмистры 1-го кирасирского полка. В 1835 году получил чин майора, в 1840 году — полковника и в 1846 году — генерал-майора с назначением командир бригады в Праге.
В кампании 1848 года он в рядах армии Радецкого командовал бригадой и сражался при Санта-Лючии, Виченца и Кустоцце.  За боевые отличия он был награждён орденом Марии Терезии и получил чин фельдмаршал-лейтенанта.
В 1849 году Клам-Галлас командовал австрийским корпусом в Трансильвании, и совместно с русским 5-м пехотным корпусом генерала Лидерса успешно действовал против Бема.
В 1850 году Клам-Галлас получил в командование 1-й чешский армейский корпус, с которым он в 1859 году принимал участие в войне в Италии. Находился в сражениях при Мадженте и Сольферино. По окончании войны он был произведён в генералы от кавалерии.
В 1861 году он стал членом рейхсрата и в 1865 году назначен обер-гофмейстером императора.
В 1866 году Клам-Галлас в ряде сражений против Пруссии действовал неудачно и в конце концов потерпел сокрушительное поражение в битве при Гичине. После этого он был отдан под суд, который, впрочем, вынес оправдательный приговор.
Вскоре он был уволен в отставку и жил в своих имениях Фридланте и Райхенберг в Богемии. Скончался 17 марта 1891 года в Вене.
Его сын Франц был известным меценатом и историком искусства.